# لويس ادواردو فيليكس دا كوستا
لويس ادواردو فيليكس دا كوستا (24 مايو 1985 في البرازيل - ) هو لاعب كرة قدم برازيلي في مركز الهجوم. لعب مع أضنة دمير سبور ونادي أيه بي سي ونادي باهيا ونادي سيارا وLuverdense Esporte Clube ‏ وإتار 1924 فيليكو ترنوفو ‏ وSocial Futebol Clube ‏ وFC Montana ‏ ونادي لوندرينا ونادي فولتا ريدوندا ونادي إتار ‏ وأمريكا دي ناتال ‏ ونادي سانتا كروز وأتلتيكا  كالدينسي ‏ ونادي بوا إيسبورت.

## وصلات خارجية
- لويس ادواردو فيليكس دا كوستا على موقع اتحاد تركيا (لاعب) (الإنجليزية)
- لويس ادواردو فيليكس دا كوستا على موقع قاعدة بيانات كرة القدم.إي يو (الإنجليزية)
- لويس ادواردو فيليكس دا كوستا على موقع Soccerway.com (الإنجليزية)
- لويس ادواردو فيليكس دا كوستا على موقع عالم كرة القدم.نت (الإنجليزية)